# Boudry-Peulh
Pour les articles homonymes, voir Boudry (homonymie).
Boudry-Peulh est un village situé dans le département de Boudry de la province du Ganzourgou dans la région du Plateau-Central au Burkina Faso.

## Géographie
Boudry-Peulh est le village Peulh associé à Boudry.

## Santé et éducation
Le centre de soins le plus proche de Boudry-Peulh est le centre de santé et de promotion sociale (CSPS) de Boudry tandis que le centre médical avec antenne chirurgicale (CMA) le plus proche se trouve à Zorgho.